# باشگاه فوتبال لینشوپینگ
باشگاه فوتبال لینشوپینگ یک باشگاه فوتبال زنان واقع در شهر لینشوپینگ سوئد است. این باشگاه در سال ۲۰۰۳ و در زمانی که باشگاه فوتبال زنان شنته دی. اف. اف تصمیم به ادغام با باشگاه دست اولی  هاکی روی یخ لینگشوپینگ اچ. سی تحت نام جدید لینگشوپینگ اف. سی گرفت تأسیس شد. هدف از تأسیس این باشگاه ساخت یک باشگاه فوتبال برای زنان در شهر لینشوپینگ و نهایتاً قرار گرفتن به عنوان یکی از چهار تیم برتر لیگ بود.
در سال ۲۰۰۴ لینگشوپینگ اف. سی اولین فصل حضور خودش را در لیگ برتر فوتبال زنان سوئد(دامالسونسکان) با ایستادن در ردهٔ ششم به پایان رساند. در دو فصل بعد این باشگاه موفق شد به هدف خود که بودن در یکی از رده‌های اول تا چهارم بود برسد و در فصل ۲۰۰۵ به مقام چهارم رسید و فصل ۲۰۰۶ را در ردهٔ سوم به پایان رساند. همچنین برای اولین بار با شکست ۲-۳ اومئاایکو دربازی فینال در سال ۲۰۰۶ برندهٔ جام سونسکا کوپن(جام سوئد) شد.

## دستاوردها
- دامالسونسکان
  - یک مرتبه (سال ۲۰۰۹)
- سونسکا کوپن(زنان)
  - دو مرتبه ۲۰۰۶٬۲۰۰۸